# Liu Xiaobo
Liu Xiaobo (kín. 刘晓波, pinyin: Liu Xiǎobō, Čangčun, 28. prosinca 1955. – Shenyang, 13. srpnja 2017.) bio je kineski književni kritičar, povjesničar, aktivist za ljudska prava i politički zatvorenik u Kini. Dobitnik je Nobelove nagrade za mir 2010. godine.
Od 2003. godine bio je predsjednik Nezavisnog kineskog PEN centra. Zalaže se za političke reforme i ukidanje jednostranačkog sustava u Kini.
Kineske vlasti uhitile su ga 23. lipnja 2009. godine na temelju sumnje, da "izaziva podrivanje državne vlasti". Na temelju optužbe osuđen je na jedanaest godina zatvora.
Izabran je za dobitnika Nobelove nagrade za mir 2010. godine za "dugoročne i nenasilne napore u promicanju ljudskih prava u Kini". Kineske vlasti oštro su negodovale zbog toga i vršile diplomatski pritisak na brojne države u svijetu, kako bi se bojkotirala dodjela nagrade. Onemogućen mu je dolazak na dodjelu nagrade, kao i njegovoj obitelji i prijateljima. Bio je prvi Kinez koji je dobio Nobelovu nagradu, a da je prebivao u Kini. Također, bio je četvrti laureat u povijesti koji je Nobelovu nagradu za mir dobio za vrijeme boravka u zatočeništvu. Osim njega, to su bili i Carl von Ossietzky, Andrej Saharov i Aung San Suu Kyi. Bio je prvi laureat nakon Carla von Ossietzkog kojem je onemogućen dolazak na dodjelu Nobelove nagrade za mir.
Preminuo je u 61. godini 13. srpnja 2017. godine od raka jetre.